# 袖志
袖志（そでし）は、京都府京丹後市丹後町の地名。大字としての名称は丹後町袖志（たんごちょうそでし）。日本海に面しており、宇川地域に含まれる。経ヶ岬灯台を有する経ヶ岬や「袖志の棚田」などの景勝地、航空自衛隊経ヶ岬分屯基地や在日米軍経ヶ岬通信所などがある。

## 名称
かつては「袖石」と表記したとされる。地元の伝承では、昔大きな石に着物の袖がひっかかるのを袖石と呼んだのが由来であるとも、経ヶ岬から袖志にかけての変化に富んだ岩石群のなかに、着物の袖のように見えるとりわけ目立つ石があり、そこから「袖石」、転じて「袖志」となったと伝える。郷土史家の澤潔は、外側を意味する「ソデ」が語源ではないかとしている。

## 地理

### 位置・気候
丹後半島北岸に位置し、日本海に面している。気候は日本海側気候であり、年間を通して雨の日が多く多湿で、快晴の日は少ない。冬季は北西の風が強く、ほとんどの日で波の高さが1メートルを超える。丹波地方などと比べると積雪が少ない。2月頃には霜がおりる日があるが、氷が張る日は極めて少ない。砂浜海岸があり、夏季には京阪神などから訪れた海水浴客でにぎわう。

### 集落内の地理

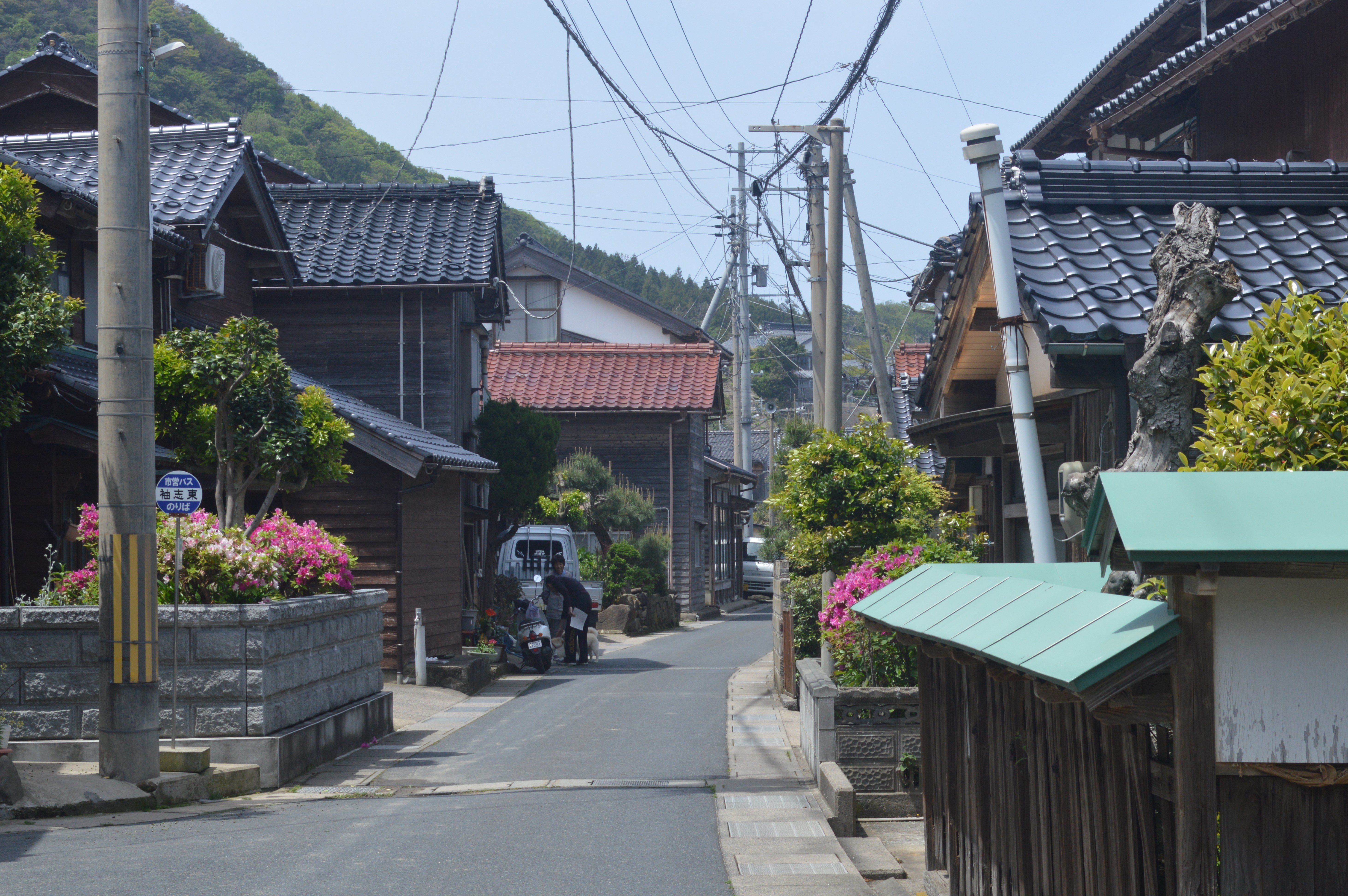
集落内の旧道

旧道に沿って東西に集落が形成されており、旧道の南側（山側）をカミ、北側（海側）をシモと呼ぶ。集落内には西から5本の川（寺川・西川・中川・夕知川・落川）が流れており、中川より東側をヒガシ、中川より西側をニシと呼ぶ。これら河川のうち最も長い落川（延長3,700メートル）には、1963年（昭和38年）に長さ12.5メートルの府道橋「新落川橋」が架設された。
集落の南側には棚田（袖志の棚田）が形成されており、袖志の棚田は「日本の棚田百選」に選定されている。また、農林水産省の「美しい日本のむら景観百選」に選定されている。かつて山林部には宇川牛が放牧されていた。集落の東側には標高451メートルの岳山（だけやま）があり、山頂部には航空自衛隊経ヶ岬分屯基地のレーダーが設置されている。
集落の東側の岩場には詳細に名前が付けられており、その数は30近くある。岩場の名称は袖志地区のほとんどの人が教わるでもなく認知しており、海産物の採集状況の報告などに用いられる。一例を挙げると、経ヶ岬の西の登り口から順に東に、トケイ、メボシ、ゴリン、バヒキ、オオサキ（経ヶ岬の突端部）、コガナ、サイガウミ、オイワ、オオガナと続き、岬を東に回り込んだところからガクドウ、ヒラネ、ヤハタ（小島）と続いている。数々の岩場の中でも、袖志西端の落倉入口にある「畳岩」は、「一名千畳岩」とも称され、丹後町の名勝にも数えられる。

### 交通
日本海と並行して国道178号が通っており、京都丹後鉄道宮豊線峰山駅などに向かう丹海バスの路線バス「丹後峰山線」と「海岸線」が運行されている。かつては「陸の孤島」とも呼ばれていたが、1962年（昭和37年）6月14日には工事費1億3330万円で丹後半島一周道路（国道178号）が開通し、経ヶ岬を越えて与謝郡伊根町との間を自由に行き来できるようになった。

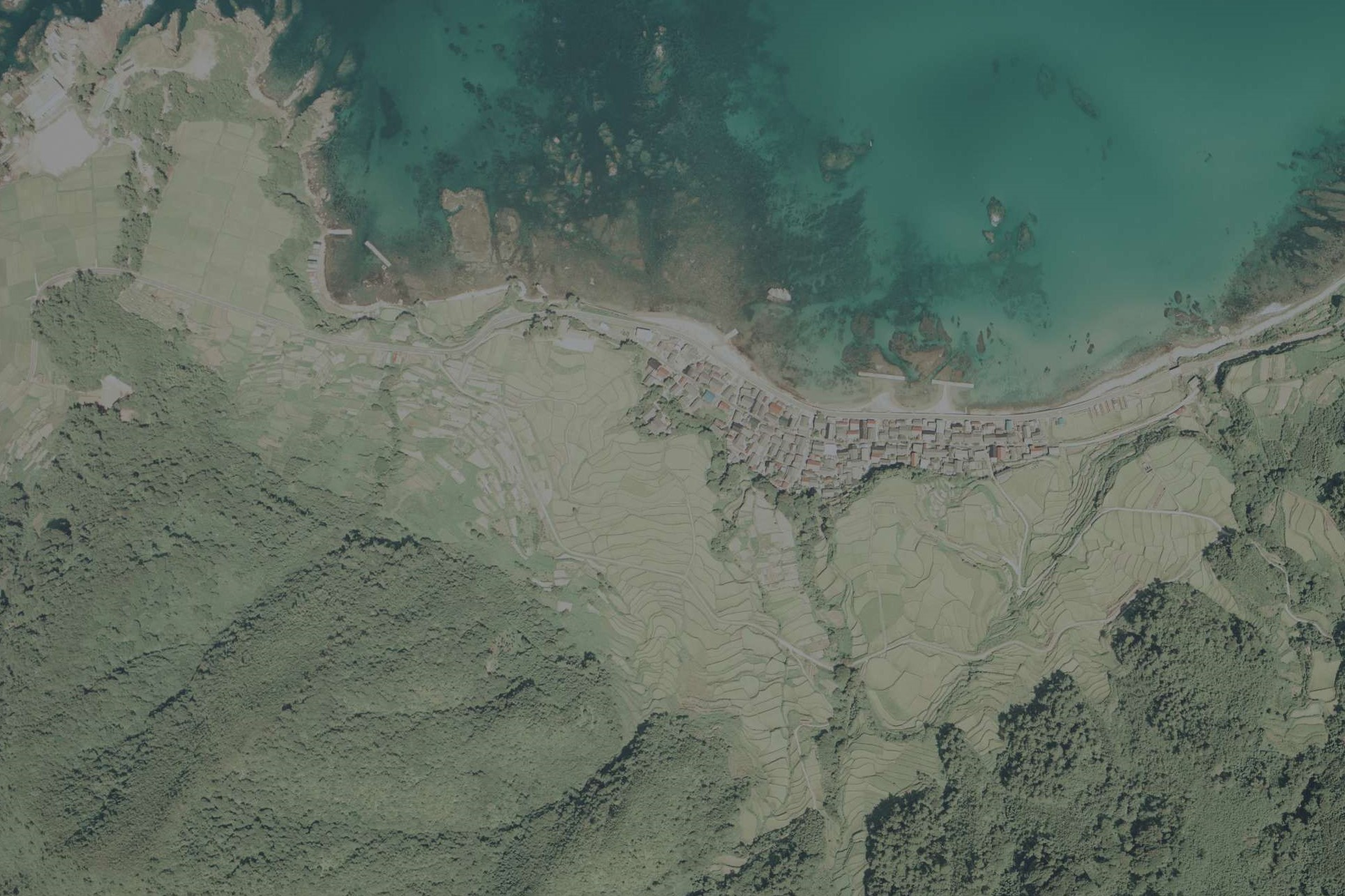
1975年の袖志

## 歴史

### 中世
室町時代の応永年間（1394年～1427年）の袖志には約20戸があり、農業を生業としていた。安土桃山時代の天正年代（1573年～1591年）には採藻が始められた。

### 近世

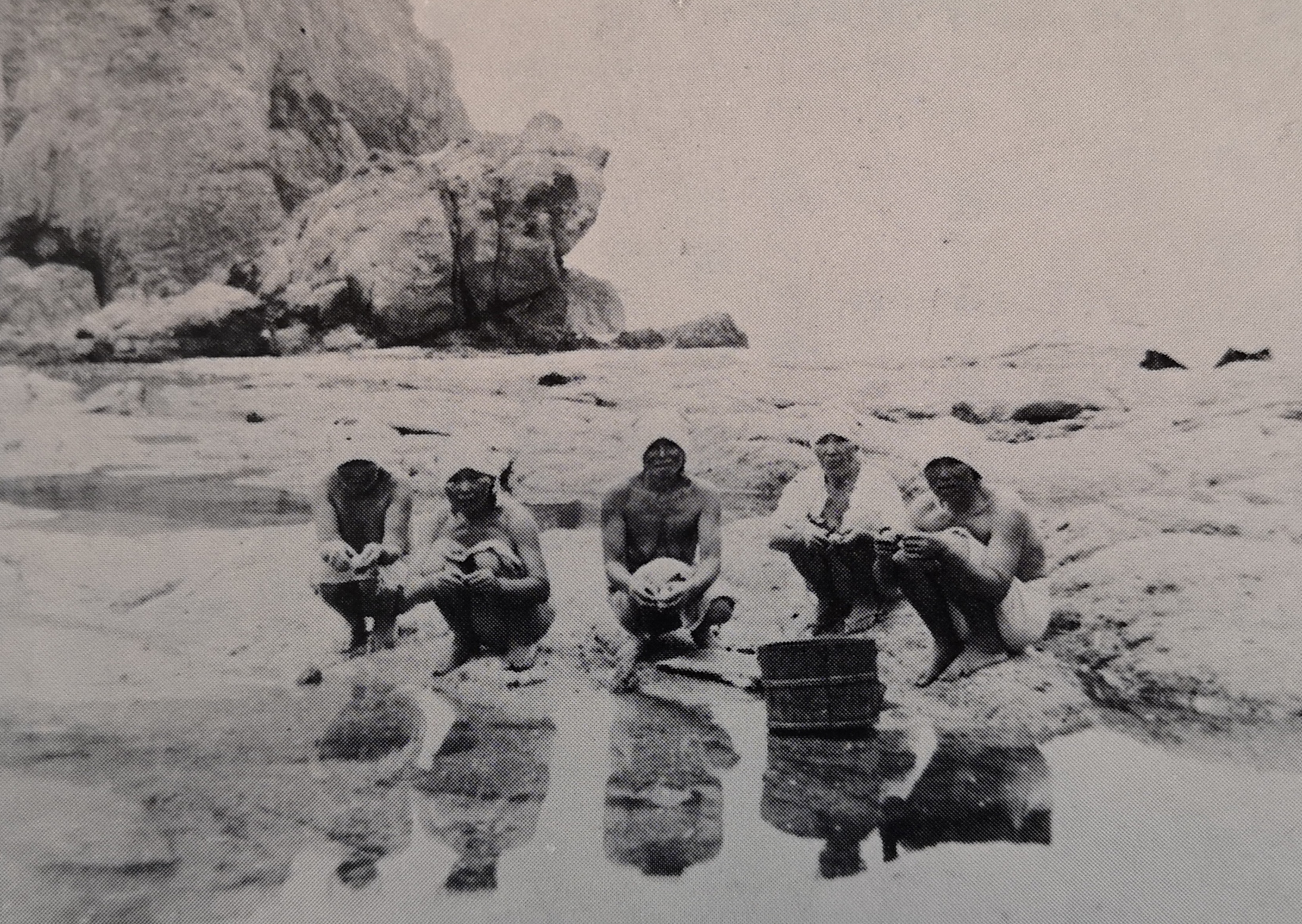
袖志の海女

江戸時代の承応2年（1653年）には万福寺が開創された。元禄年間（1688年～1703年）には、袖志村の嘉兵衛が主導者となり、海に潜ってテングサなどを採取する海人漁（袖志の海女）が始められた。袖志の海女は西の因幡国から東の越前国まで出かけて活躍し、当時としては異色の活動だったとされる。享保2年（1717年）には宮津藩領から幕府領となった。当初は宇川村の枝郷であり、後に宇川村から分村した。享保年間（1716年～1735年）には延縄漁も始められ、明治期から大正期には漁業が発展している。

### 近代
1868年（慶応4年）には久美浜県、1871年には豊岡県の所属となり、1876年（明治9年）には京都府の所属で落ち着いた。1880年（明治13年）の袖志村では戸数の約6割を焼失する大火が起こり、2年後の1882年（明治15年）には全戸を焼失する大火に見舞われた。1889年（明治22年）4月1日には町村制を施行し、中浜村・久僧村・谷内村・上野村・上山村・尾和村・袖志村が合併して竹野郡下宇川村が発足した。1898年（明治31年）には経ヶ岬に経ヶ岬灯台が設置された。
1927年（昭和2年）3月7日には丹後半島北部を震源とする北丹後地震が発生したが、下宇川村域では16戸が半壊した程度であり、甚大な被害を受けた地域と比べると「特記すべきことはほとんどなかった」とされる。太平洋戦争中の1942年（昭和17年）5月には大日本帝国海軍の監視所（現在の航空自衛隊経ヶ岬分屯基地）が設置された。

### 現代
1955年（昭和30年）2月1日、間人町・豊栄村・竹野村・上宇川村・下宇川村の5村が合併して丹後町が発足。丹後町の大字として袖志が設置された。同年10月1日時点の世帯数は109世帯、人口は513人だった。1956年（昭和31年）には袖志簡易水道が竣工し、1957年（昭和32年）には尾和用水が着工している。1950年（昭和25年）の人口は107戸・492人、1960年（昭和35年）の人口は113戸・493人、1970年（昭和45年）の人口は98戸・384人だった。
1988年（昭和63年）には1世帯平均3.4人いた住民は、2013年（平成21年）には1世帯平均2.4人（84世帯204人）となり、高齢化率は42パーセントに達した。
2004年（平成16年）4月1日、丹後町が周辺5町と合併して京丹後市が発足。京丹後市の大字として丹後町袖志が設置された。2016年（平成28年）9月30日時点の世帯数は79世帯、人口は177人だった。
1960年（昭和35年）には農業従事者4パーセントに対して漁業従事者が82パーセントであり、生活の基盤を漁業におく割合が高かったが、2010年（平成22年）には農業12パーセント・漁業6パーセントと、この半世紀間に漁業に携わる者は著しく減少した。

## 教育

### 庶民学校
1872年（明治5年）の学生発布以前、記録に残る限り袖志には4つの寺子屋があった。いずれも農民身分の男性が個々で教鞭を執っていたもので、1826年（文政9年）に開業し1872年（明治5年）に廃業したもののほか、1864年（元治元年）・1867年（慶応3年）・1872年（明治3年）に開業したものがある。いずれも男児5～10名程を教えていた。

### 下宇川小学校袖志分校
1875年（明治8年）1月15日、袖志と尾和を学区とする袖志尋常小学校が万福寺の東隅の一室に開校した。1877年（明治10年）には袖志集落の西端に校舎を新築した。1904年（明治37年）には補習科が設置され、1907年（明治40年）7月には小字宮の成に校舎を新築し。1925年（大正14年）4月には中浜校と袖志校が合併して下宇川尋常高等小学校が発足し、中浜校が本校と、袖志校が分教場となった。
1953年（昭和28年）には袖志分校の新校舎が完成した。1962年（昭和37年）8月には本校から4年遅れて完全給食を実施した。1975年（昭和50年）4月には丹後町立下宇川小学校・上宇川小学校・下宇川小学校袖志分校・竹野小学校此代分校が統合されて丹後町立宇川小学校が開校し、下宇川小学校袖志分校は閉校となった。1953年（昭和28年）建築の校舎の一部は2010年代末頃まで残っていたが、その後取り壊された。

## 民俗
- 左義長 - 袖志では「どんど」と言い、1月14日の朝、注連縄・書初め・飾り松などを燃やす。この時に主材に用いた竹で1年用いる豆煎箸を作る習慣があった[22]。
- 氏神祭礼 - 太平洋戦争の戦時中から丹後町一帯の氏神祭礼は10月10日に統一され、袖志では「太刀振り」と「屋台」を寺に奉納する[23]。
- 牛市と夜祭 - 地蔵盆の頃、九品寺の境内で開かれる宇川牛の牛市を見物することと、その後に開かれる夜祭の夜店のにぎやかさは、老若男女が1年でとくに楽しみにしたもののひとつだった[24]。
- 庚申まつり - 平で行われた催事であるが、庚申の始めと終わりは袖志でまつった[25]。
- 青空劇場 - （大正12年）頃には集落内に舞台があり、福井県方面の興行師と組んで青空劇場を開設した。芝居は伊根・蒲入方面から入っていた[26]。

## 名所・旧跡・観光スポット
- 間主神社 - 袖志の氏神[27]。通称は間主五社大明神[27]。延喜7年（907年）再建と伝わり[28]、1871年（明治4年）に村社となった[27]。境内では旧暦7月25日・26日に牛市が開かれたとされる[28]。
- 万福寺 - 曹洞宗の寺院。承応2年（1653年）開創。穴文殊（清涼山九品寺）を管理している。2018年（平成30年）には毎月発行の「月刊万福寺」が500号を迎えた[29]。
- 穴文殊 - 高さ約10mの海食洞であり、真上に建つ清涼山九品寺の通称でもある[30]。境内には「宇川牛発祥地」碑がある。
- 経ヶ岬 - 柱状節理が発達した海食崖が卓越する岬[31]。京都府・近畿地方最北端の地。
  - 経ヶ岬灯台 - 1898年（明治31年）に設置された灯台であり[32]、「日本の灯台50選」に選定されている[33]。日本に5か所ある第1等灯台[32]。経済産業省の近代化産業遺産[32]。水上勉の小説『五番町夕霧楼』、木下惠介監督の映画『新・喜びも悲しみも幾歳月』などに登場する。
- 袖志の棚田 - 「日本の棚田百選」に選定されている棚田[34]。目線と同じ高さに水平線が見えるのが珍しいとされる[35]。
- 袖志漁港 - 第1種漁港[36]。サザエやワカメを中心とする[36]。

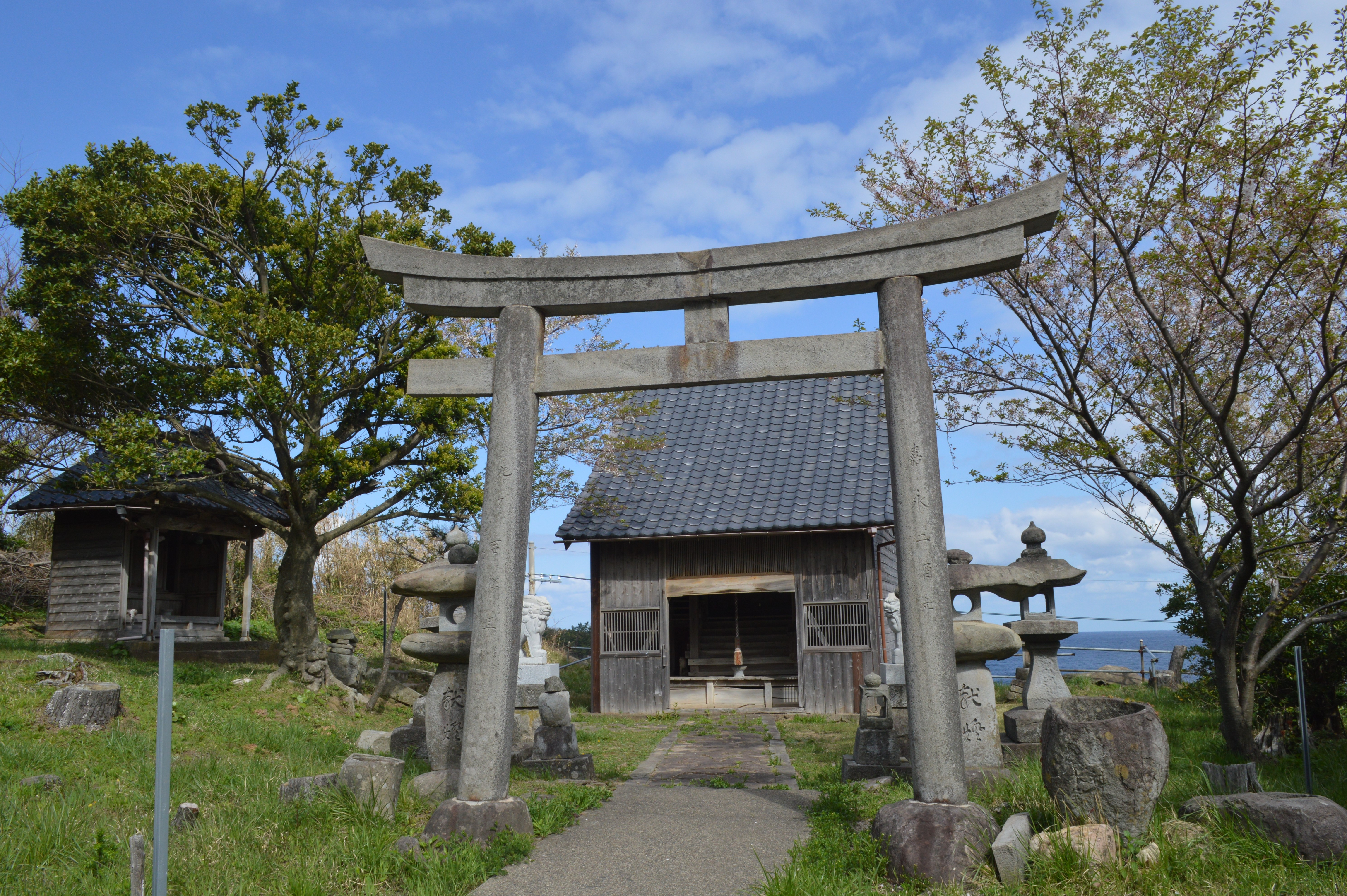
間主神社
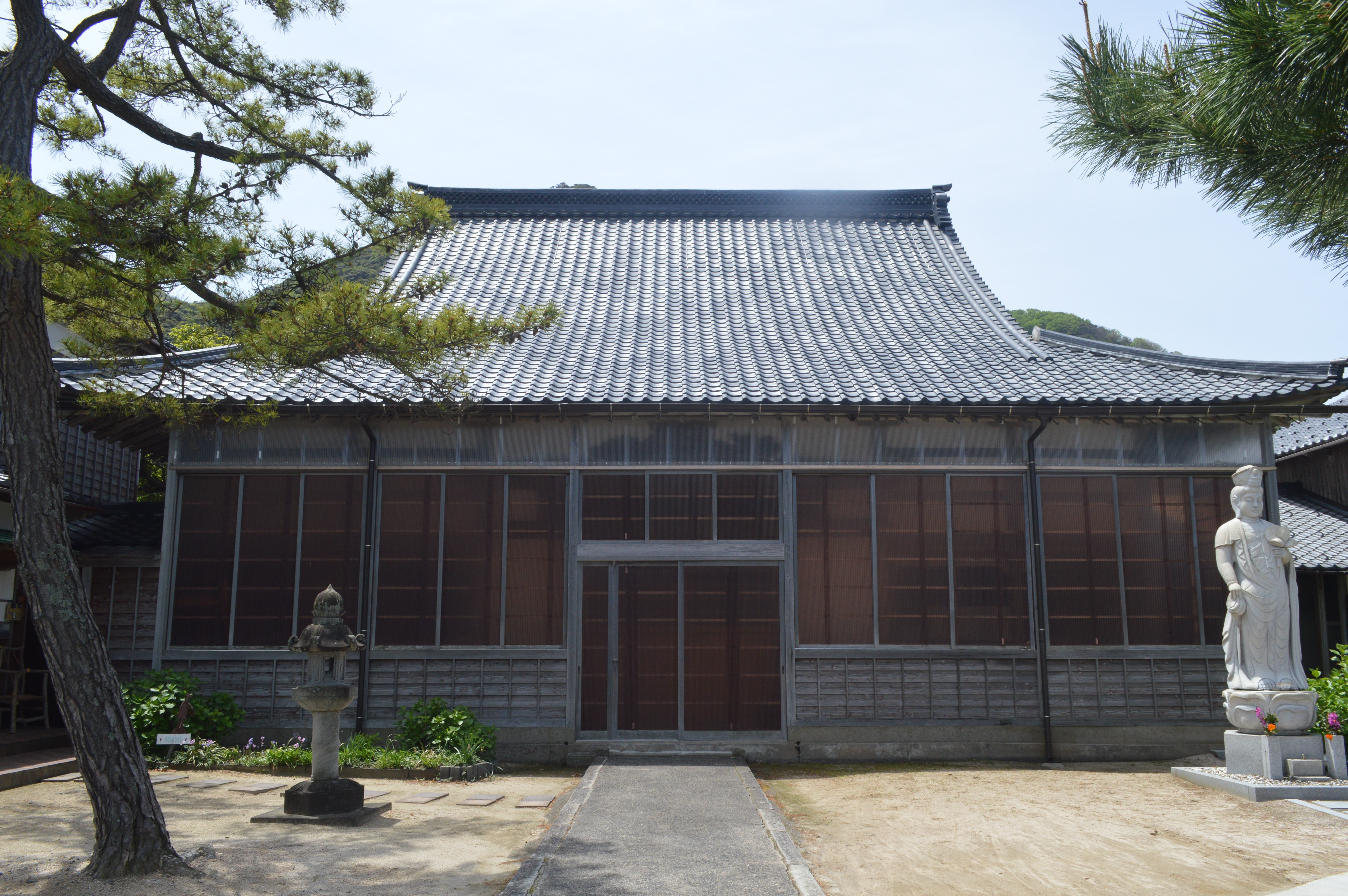
万福寺
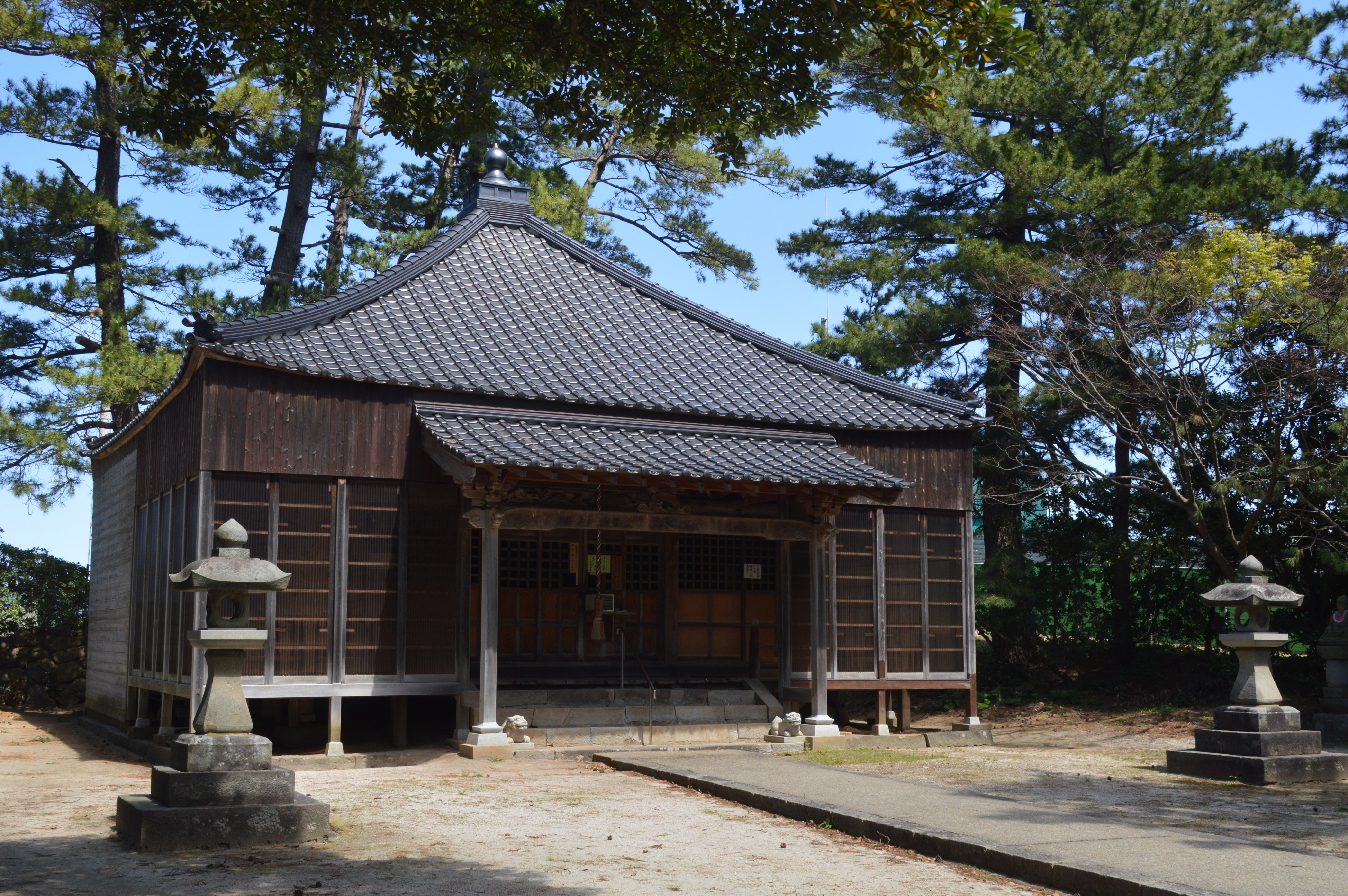
穴文殊
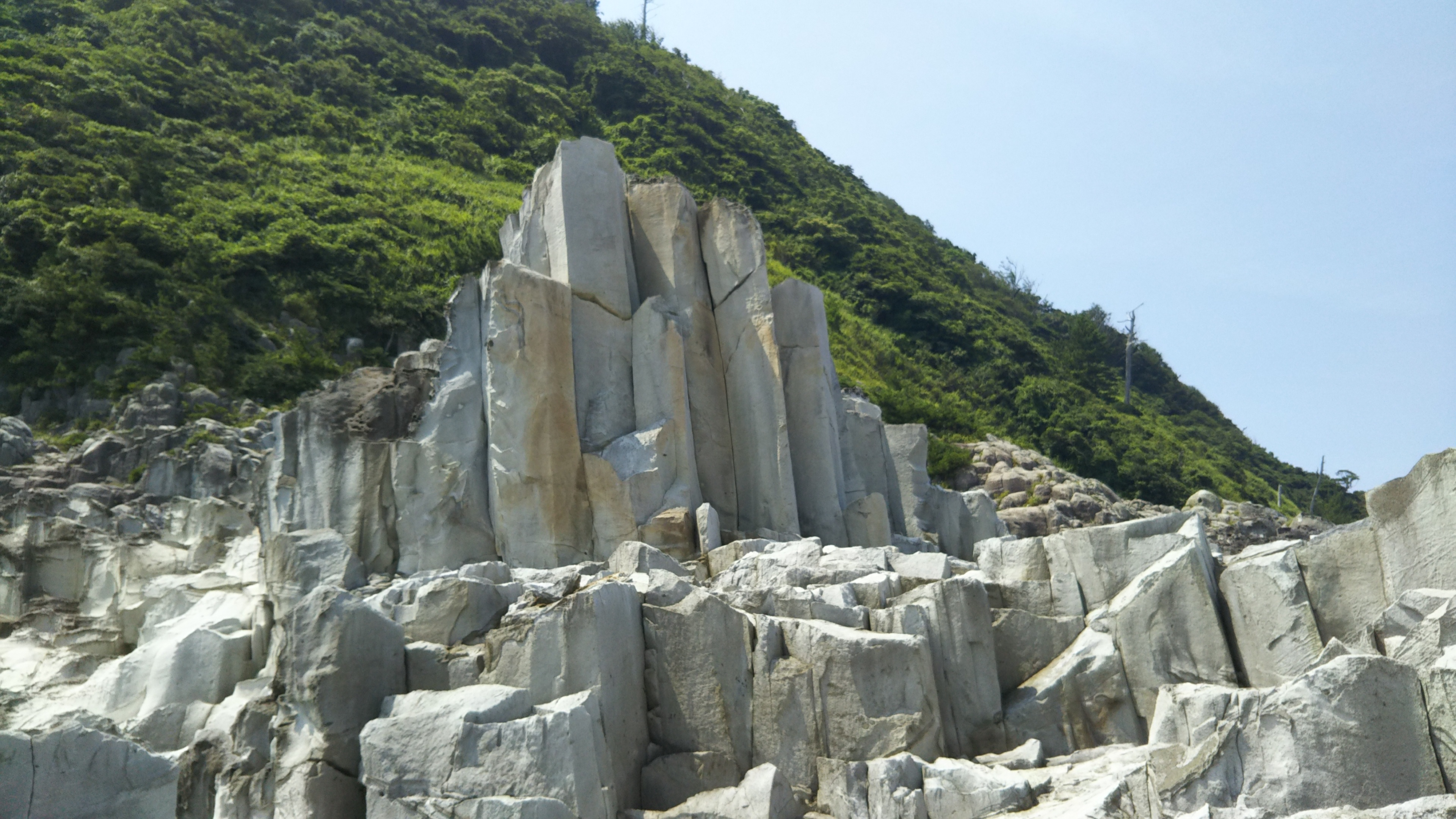
経ヶ岬の柱状節理
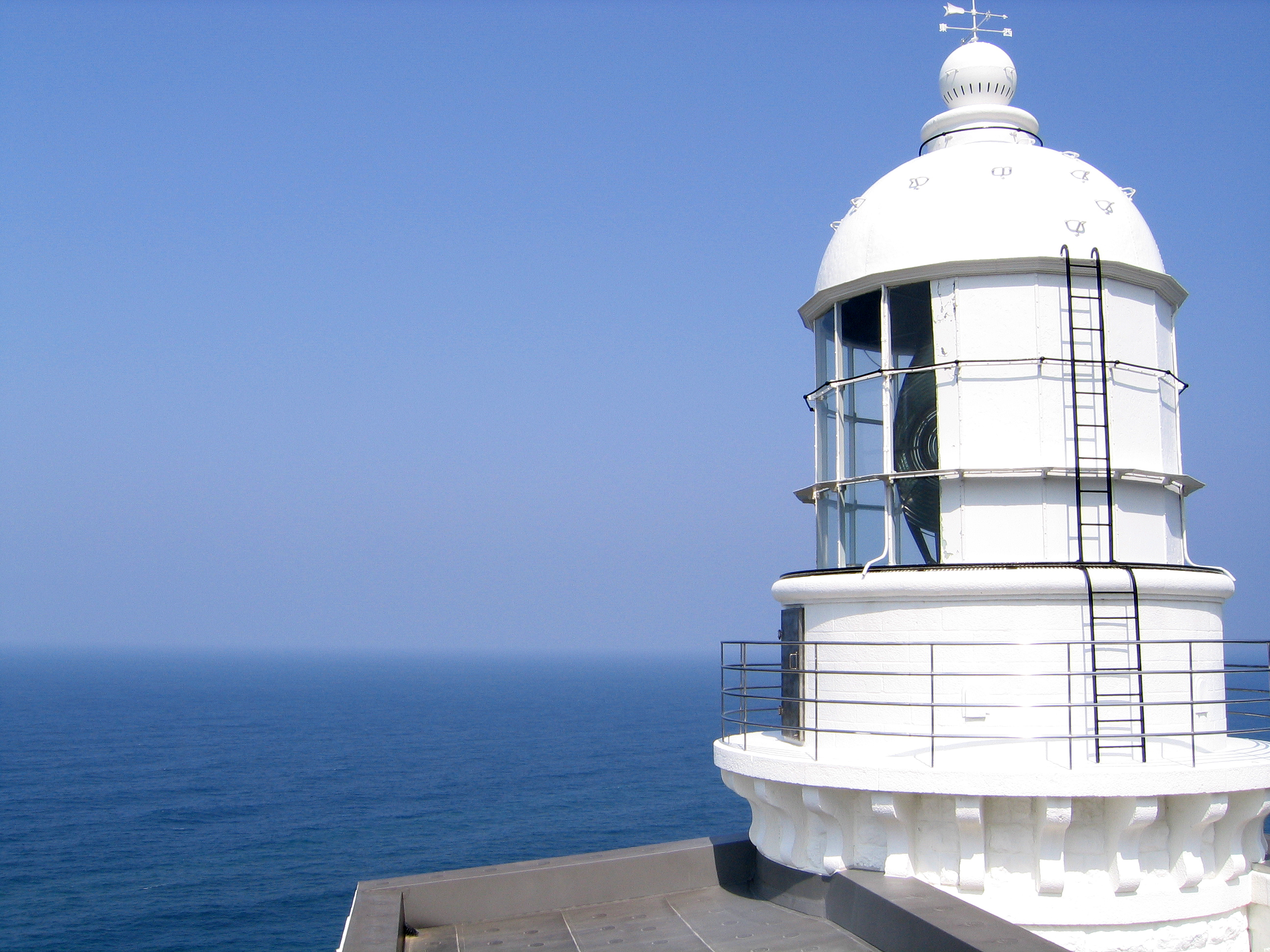
経ヶ岬灯台
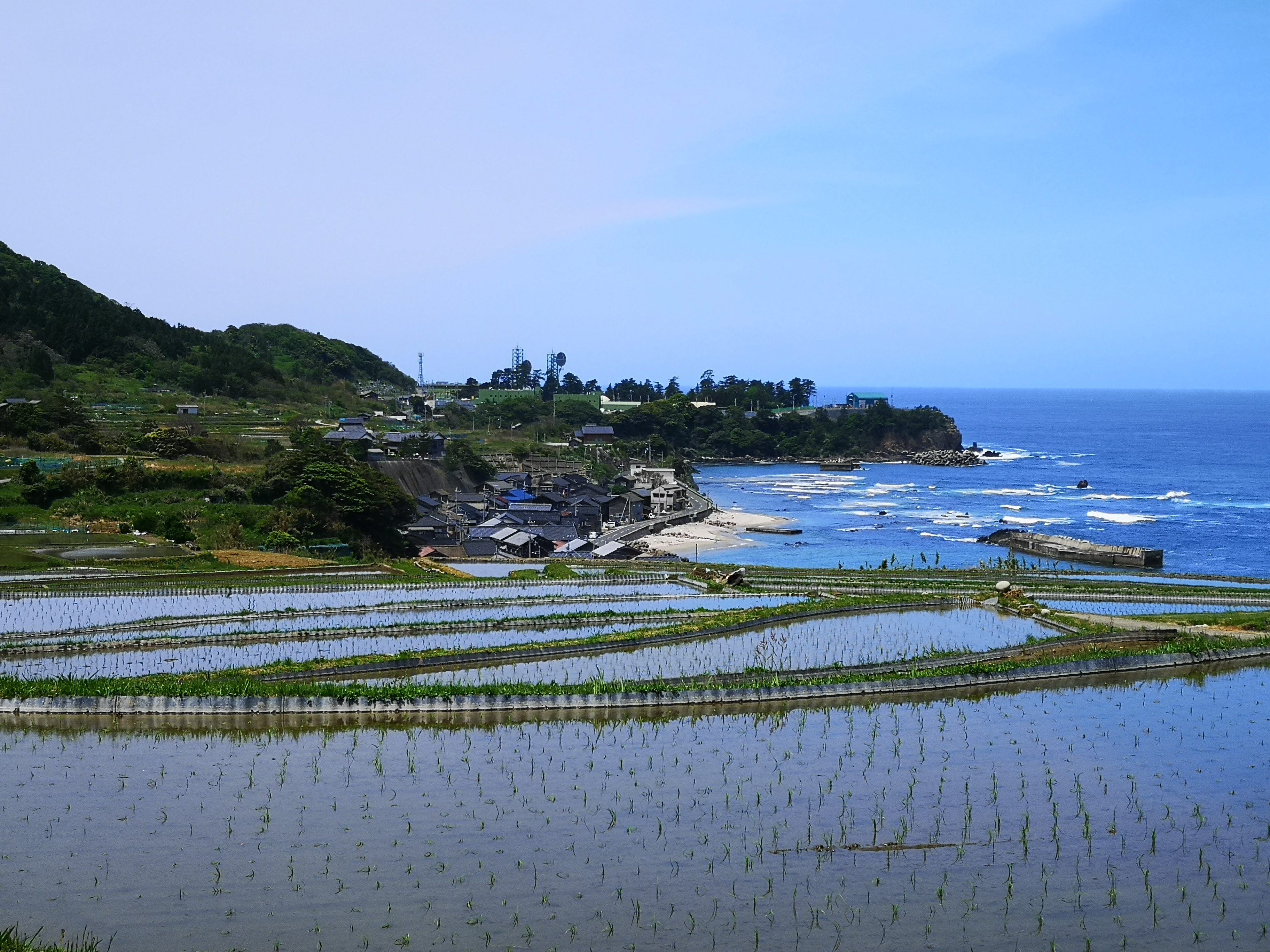
袖志の棚田
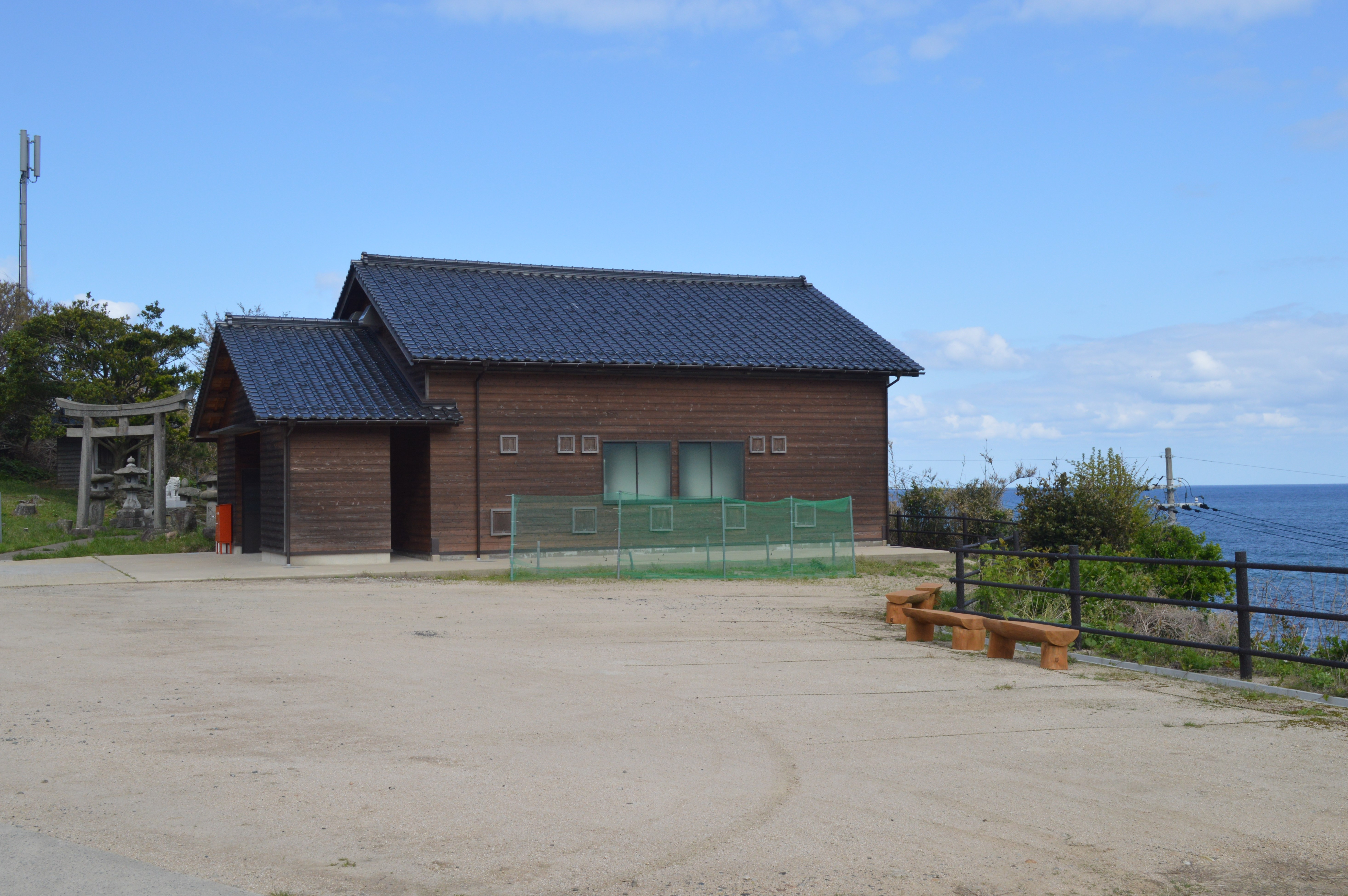
袖志分校跡地

## 経ヶ岬分屯基地・経ヶ岬通信所

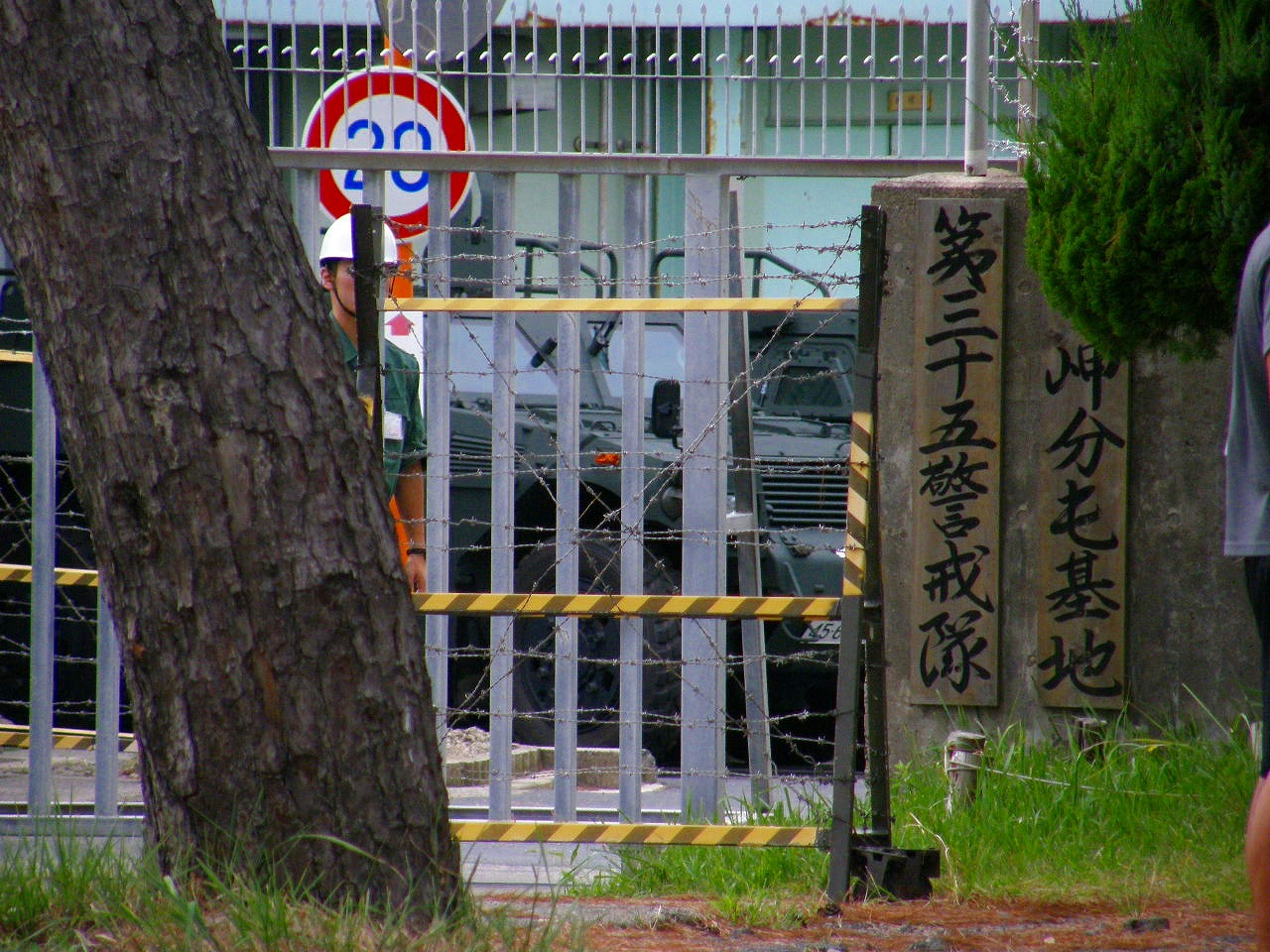
航空自衛隊経ヶ岬分屯基地

袖志には航空自衛隊経ヶ岬分屯基地がある。太平洋戦争中の1942年（昭和17年）5月には大日本帝国海軍の監視所が設置された。戦後の1957年（昭和32年）12月に東部訓練航空警戒隊第9083隊の基地となると、1958年（昭和33年）12月には航空自衛隊に移管された。2014年（平成26年）12月にはアメリカ合衆国のミサイル防衛(BMD)システムの一部をなすXバンドレーダーが配備され、在日米軍経ヶ岬通信所の本格稼働が開始された。